# Apolo-Sojuz test projekat
Apolo-Sojuz test projekat (ASTP) (rus. Экспериментальный полёт «Союз» — «Аполлон») iz jula 1975. je bio prvi zajednički SAD-Sovjetski svemirski let, i zadnji za Apolo svemirsku letilicu. Njegova primarna svrha je bila simbolizacija politike detanta koju su dve supersile sprovodile u to vreme, i označio je kraj Svemirske trke između njih koja je započela 1957.
Sojuz 19 bio je prvi lansiran iz Sovjetskog Saveza, nekoliko sati pre Apola 18 u Americi. Prilikom spajanja Sojuz je manevrisao kako bi se izvelo povezivanje.